# Podwarpie
Podwarpie – wieś w Polsce, położona w województwie śląskim, w powiecie będzińskim, w gminie Siewierz. 
| SIMC    | Nazwa       | Rodzaj                |
| ------- | ----------- | --------------------- |
| 0221534 | Hektary     | część wsi, do 2024 r. |
| 0221540 | Marcinków   | część wsi, do 2024 r. |
| 0221600 | Sulikowskie | część wsi             |
| 0221557 | Zawarpie    | część wsi, do 2024 r. |

W latach 1975–1998 miejscowość administracyjnie należała do województwa katowickiego.
Miejscowość leży ok. 6 km na południe od Siewierza.
W pobliżu wsi znajduje się duży węzeł drogowy na szlaku dróg krajowych DK86, DK91 oraz biegnącej w kierunku lotniska w Pyrzowicach drogi ekspresowej S1.
W okresie międzywojennym Podwarpie należało do gminy Wojkowice Kościelne. Po II wojnie światowej przechodziły kolejno pod administrację gminy Wojkowice Kościelne (1945-1949), gminy Ząbkowice (1950-1954), gromady Wojkowice Kościelne (1954–72), gminy Wojkowice Kościelne (1973-1975), miasta Ząbkowice (1975-1977) i wreszcie gminy Siewierz od 1 lutego 1977